# Giovanni Battista Peregrini Albrici
Giovanni Battista Peregrini, nome completo Giovanni Battista Joseph Gregorius (Albricci) Anastasius Peregrini (Como, 12 marzo 1711 – Como, 5 agosto 1764), è stato un vescovo cattolico italiano.

## Biografia
Figlio del conte Gerolamo Maria Joseph Benedictus Anastasius Peregrini, aveva studiato giurisprudenza, era sacerdote, canonico e vicario generale sotto il vescovo Agostino Maria Neuroni.
Benedetto XIV lo nominò vescovo titolare di Epifania di Siria il 5 agosto 1751. Fu consacrato a Como il 12 marzo 1752 da Gasparo Lancellotti-Birago, vescovo di Bobbio. Come vescovo consacrato mantenne le prebende che già aveva a Como e la carica di vicario generale. Alla morte del Neuroni divenne vicario capitolare il 29 aprile 1760.
Clemente XIII, con bolla del 21 luglio 1760 lo nominò vescovo di Como e il 17 novembre 1760 gli conferì la dignità di episcopus solio Pontificis assistens.
Il 17 novembre 1760 prese possesso per mezzo di un procuratore e il 23 novembre 1760 fece l'ingresso solenne in cattedrale. Nella primavera del 1761 iniziò la visita pastorale nei territori svizzeri della diocesi.

## Genealogia episcopale
La genealogia episcopale è:
- Cardinale Scipione Rebiba
- Cardinale Giulio Antonio Santori
- Cardinale Girolamo Bernerio, O.P.
- Arcivescovo Galeazzo Sanvitale
- Cardinale Ludovico Ludovisi
- Cardinale Luigi Caetani
- Cardinale Ulderico Carpegna
- Cardinale Paluzzo Paluzzi Altieri degli Albertoni
- Papa Benedetto XIII
- Cardinale Carlo Alberto Guidobono Cavalchini
- Vescovo Gasparo Lancellotti-Birago
- Vescovo Giovanni Battista Peregrini Albrici